# Беккари, Лука
Лука Беккари (итал. Luca Beccari; род. 29 октября 1974, Сан-Марино, Сан-Марино) — политический деятель Сан-Марино, государственный секретарь (министр) иностранных дел и юстиции с 7 январь 2020 года. Капитан-регент Сан-Марино с 1 апреля по 1 октября 2014 года.

## Биография
Лука Беккари родился в октябре 1974 года в Сан-Марино. В 1997 году он получил бухгалтерское образование и работал в центральном банке Сан-Марино.
С 2010 года избирается в Большой генеральный совет по списку Христианско-демократической партии. Членом этой партии является с 1993 года. С 1 апреля 2014 года являлся вместе с Валерией Чаватта капитаном-регентом Сан-Марино.

## Семья
Лука Беккари женат, воспитывает сына. Проживает в Серравалле.

## Факты
- Лука Беккари в период своего капитан-регентства был одним из самых молодых руководителей глав государств и правительств в мире. Увлекается виндсерфингом и кайтсерфингом.